# Elecciones estaduales en Brasil de 2006
En Brasil, el 1 de octubre de 2006 se celebraron elecciones estatales para decidir el gobernador de cada estado que compone Brasil. También se renovaron los parlamentos estatales. Estas elecciones se celebraron a la vez que las legislativas y presidenciales. El 29 de octubre se celebró la segunda vuela de las elecciones a gobernador.
A continuación se exponen los resultados oficiales en cada estado así como la lista de los gobernadores electos.

## Gobernadores electos (orden alfabético)
- Acre (Brasil) - Binho Marques (PT)
- Alagoas - Teotônio Vilela Filho (PSDB)
- Amapá - Waldez Góes (PDT)
- Amazonas - Eduardo Braga (PMDB)
- Bahía - Jaques Wagner (PT)
- Ceará - Cid Gomes (PSB)
- Distrito Federal - José Roberto Arruda (PFL)
- Espírito Santo - Paulo Hartung (PMDB)
- Goiás - Alcides Rodrigues (PP)
- Maranhão - Jackson Lago (PDT)
- Mato Grosso - Blairo Maggi (PPS)
- Mato Grosso do Sul - André Puccinelli (PMDB)
- Minas Gerais - Aécio Neves (PSDB)
- Pará - Ana Júlia Carepa (PT)
- Paraíba - Cássio Cunha Lima (PSDB)
- Paraná - Roberto Requião (PMDB)
- Pernambuco - Eduardo Campos (PSB)
- Piauí - Wellington Dias (PT)
- Río de Janeiro - Sérgio Cabral Filho (PMDB)
- Rio Grande do Norte - Wilma Faria (PSB)
- Rio Grande do Sul - Yeda Crusius (PSDB)
- Rondônia - Ivo Cassol (PPS)
- Roraima - Ottomar Pinto (PSDB)
- Santa Catarina - Luiz Henrique da Silveira (PMDB)
- São Paulo - José Serra (PSDB)
- Sergipe - Marcelo Déda (PT)
- Tocantins - Marcelo Miranda (PMDB)

## Resultados elecciones a la gobernadoría
Los candidatos a gobernador concurrieron generalmente en coalicciones de diversos partidos. Las coalicciones son muy heterogéneas, en algunos casos siguiendo las corrientes ideológicas o de apoyos a nivel nacional, por ejemplo la coalición del Partido de los Trabajadores, Partido Socialista Brasileño y Partido Comunista de Brasil en la elección del gobernador de Río de Janeiro. Sin embargo, otras coaliciones se escapaban de ideologías y tenían un carácter puramente regional o de oposición a un frente común, de este modo se puede entender el apoyo del Partido Popular Socialista de izquierda, al conservador Arruda del Partido del Frente Liberal en el Distrito Federal de Brasil.

### Acre
Solo hizo falta una votación para que Binho Marques, actual vicegobernador, consiguierá más del 50% de los votos.
| ← Elecciones a gobernador estatal, 2006 →           |                      |       |
| Partido                                             | Votos primera vuelta | %     |
| Binho Marques (PT, PP, PL, PRTB, PMN, PSB, PC do B) | 165.961              | 53,05 |
| Márcio Bittar (PPS, PDT, PMDB, PHS, PTC)            | 109.867              | 35,12 |
| Tião Bocalom (PSDB, PFL, PTB)                       | 34.752               | 11,11 |
| Otros candidatos                                    | 2.241                | 0,72  |

### Alagoas
En este pequeño estado del este de Brasil, triunfo la candidatura de los dos grandes opositores al presidente Lula, PMDB y PSDB. Así, Vilela Filho se convierte en gobernador sin necesidad de una segunda vuelta.
| ← Elecciones a gobernador estatal, 2006 →        |                      |       |
| Partido                                          | Votos primera vuelta | %     |
| Teotônio Vilela Filho (PSDB, PMDB, PPS, PT do B) | 733.405              | 55,85 |
| João Lyra (PTB, PFL, PP, PV, PMN)                | 400.687              | 30,51 |
| Lenilda Silva (PT, PRB, PSC, PL, PRONA, PC do B) | 108.543              | 8,27  |
| Ricardo Barbosa (PSOL, PSTU, PCB)                | 51.680               | 3,94  |
| Otros candidatos                                 | 18.844               | 1,43  |

### Amapá
El actual gobernador, Góes, reeditó su victoria del 2002 con relativa comodidad, sacando más del 15% de los votos a su más inmediato perseguidor.
| ← Elecciones a gobernador estatal, 2006 →                   |                      |       |
| Partido                                                     | Votos primera vuelta | %     |
| Waldez Góes (PDT, PP, PMDB, PV, PSC, PRONA)                 | 160.150              | 53,69 |
| João Capiberibe (PSB)                                       | 112.486              | 37,71 |
| Papaléo Paes (PSDB, PFL, PTB, PPS, PRLB, PMN, PTN, PT do B) | 10.765               | 3,61  |
| Clécio Vieira (PSOL, PSTU, PCB)                             | 9.008                | 3,02  |
| Otros candidatos                                            | 5.900                | 1,98  |

### Amazonas
El actual gobernador Eduardo Braga, consiguió superar mínimamente el 50% de los votos y de esta forma evitó una segunda vuelta ante el exgobernador Amazonino Mendes.
| ← Elecciones a gobernador estatal, 2006 →       |                      |       |
| Partido                                         | Votos primera vuelta | %     |
| Eduardo Braga (PMDB, PP, PTB, PRTB, PMN)        | 687.912              | 50,63 |
| Amazonino Mendes (PFL, PTN, PSC, PAN, PHS, PTC) | 543.412              | 40,00 |
| Arthur Virgílio Neto (PSDB, PPS)                | 74.900               | 5,51  |
| Paulo De' Carli (PDT)                           | 35.827               | 2,64  |
| Otros candidatos                                | 16.562               | 1,22  |

### Bahía
Paulo Souto, actual gobernador, no pudo renovar su mandato, por ser superado por más de nueve puntos por Jaques Wagner. Hace cuatro años, el resultado fue justo al contrario, quedando Souto por encima de Wagner y por una mayor diferencia de votos.
| ← Elecciones a gobernador estatal, 2006 →                      |                      |       |
| Partido                                                        | Votos primera vuelta | %     |
| Jaques Wagner (PT, PMDB, PC do B, PSB, PPS, PV, PTB, PMN, PRB) | 3.242.336            | 52,89 |
| Paulo Souto (PFL, PP, PL, PAN, PHS, PTC)                       | 2.638.215            | 43,03 |
| Átila Brandão (PSC, PDT, PRTB)                                 | 189.596              | 3,09  |
| Hilton Barros Coelho (PSOL, PCB, PSTU)                         | 38.870               | 0,54  |
| Otros candidatos                                               | 21.849               | 0,30  |

### Ceará
Cid Gomes, hermano de Ciro Gomes ha sido el quinto gobernador más votado en la primera vuelta en estas elecciones.
| ← Elecciones a gobernador estatal, 2006 →                 |                      |       |
| Partido                                                   | Votos primera vuelta | %     |
| Cid Gomes (PSB, PT, PMDB, PC do B, PV, PMN, PRB, PP, PHS) | 2.411.457            | 62,38 |
| Lúcio Alcântara (PSDB, PAN, PFL, PTB, PTN, PSC, PPS, PTC) | 1.309.277            | 33,87 |
| Otros candidatos                                          | 145.114              | 3,76  |

### Distrito Federal de Brasil
En este pequeño estado donde se encuentra la capital, Brasilia, el congreso y la residencia presidencial, venció a José Roberto Arruda, candidato liberal. Por 0,38% evitó la segunda vuelta, dejando atrás a Maria Abadia, actual gobernadora que accedió al cargo tras renunciar el gobernador elegido en el 2002.
| ← Elecciones a gobernador estatal, 2006 →                              |                      |       |
| Partido                                                                | Votos primera vuelta | %     |
| José Roberto Arruda (PFL, PP, PTN, PSC, PL, PPS, PMN, PRONA)           | 663.364              | 50,38 |
| Maria de Lourdes Abadia (PSDB, PMDB, PTB, PAN, PHS, PTC, PRP, PT do B) | 315.671              | 23,97 |
| Arlete Sampaio (PT, PV, PSB, PRTB, PRB, PC do B)                       | 275.660              | 20,93 |
| Antonio Carlos de Andrade (PSOL, PSTU, PCB)                            | 55.898               | 4,24  |
| Otros candidatos                                                       | 6.207                | 0,47  |

### Espírito Santo
El actual gobernador, Paulo Hartung, fue el claro vencedor, con el 77% de los votos, por lo que seguirá a la cabeza del estado hasta el 2010. Hartung ha sido el gobernador con más apoyo popular de todos los estados.
| ← Elecciones a gobernador estatal, 2006 →                        |                      |       |
| Partido                                                          | Votos primera vuelta | %     |
| Paulo Hartung (PMDB, PTB, PFL, PSDB)                             | 1.326.175            | 77,27 |
| Sérgio Vidigal (PDT, PP, PTN, PPS, PAN, PRTB, PHS, PTC, PT do B) | 373.474              | 21,76 |
| Otros candidatos                                                 | 16.745               | 0,97  |

### Goiás
Alcides Rodrigues, actual gobernador interino, consiguió la victoria en la segunda vuelta con el 57% de los votos, apoyado por una gran coalición.
| ← Elecciones a gobernador estatal, 2006 →                                              |                      |       |                      |       |
| Partido                                                                                | Votos primera vuelta | %     | Votos segunda vuelta | %     |
| Alcides Rodrigues (PP, PTB, PTN, PL, PPS, PAN, PRTB, PHS, PMN, PV, PRP, PSDB, PT do B) | 1.315.718            | 48,22 | 1.496.722            | 57,19 |
| Maguito Vilela (PMDB, PSC, PRONA, PDT, PTC)                                            | 1.123.139            | 41,17 | 1.120.504            | 42,81 |
| Barbosa Neto (PSB, PT, PC do B)                                                        | 179.070              | 6,56  | -                    | -     |
| Demóstenes Torres (PFL)                                                                | 95.701               | 3,51  | -                    | -     |
| Otros candidatos                                                                       | 14.683               | 0,54  | -                    | -     |

### Maranhão
La hija del expresidente José Sarney, Roseana Sarney consiguió el mayor número de votos en la primera vuelta, pero al no superar la barrera del 50%, se enfrentó a Jackson Lago en una segunda vuelta. El resto de candidatos apoyo a Jackson, haciendo un frente común ante la candidatura de Sarney. Esta estrategia dio resultado ya que el candidato del PDT consiguió ganar las elecciones con casi el 52% de los votos.
| ← Elecciones a gobernador estatal, 2006 →                             |                      |       |                      |       |
| Partido                                                               | Votos primera vuelta | %     | Votos segunda vuelta | %     |
| Jackson Lago (PDT, PPS, PAN)                                          | 933.089              | 34,36 | 1.393.754            | 51,82 |
| Roseana Sarney (PFL, PP, PTB, PMDB, PTN, PSC, PL, PRTB, PHS, PV, PRP) | 1.282.053            | 47,21 | 1.295.880            | 48,18 |
| Edson Vidigal (PSB, PRB, PT, PMN, PC do B)                            | 387.337              | 14,26 | -                    | -     |
| Aderson Lago (PSDB)                                                   | 93.651               | 3,45  | -                    | -     |
| Otros candidatos                                                      | 19.680               | 0,73  | -                    | -     |

### Mato Grosso
El actual gobernador Blairo Maggi, consiguió la reelección con el 65% de los votos. Lo hizo pese a la oposición por parte de muchas organizaciones ecologistas que acusan a sus empresas de tala criminal en el Amazonas. Paradójicamente obtuvo el apoyo del Partido Verde de Brasil.
| ← Elecciones a gobernador estatal, 2006 →                                     |                      |       |
| Partido                                                                       | Votos primera vuelta | %     |
| Blairo Maggi (PPS, PP, PTB, PMDB, PTN, PL, PFL, PAN, PRTB, PMN, PTC, PSB, PV) | 922.765              | 65,39 |
| Antero Paes de Barros (PSDB)                                                  | 279.873              | 19,83 |
| Serys Slhessarenko (PT, PT do B, PC do B, PRONA)                              | 159.686              | 11,32 |
| Mauro César Lara de Barros (PSOL, PSTU)                                       | 31.336               | 2,22  |
| Otros candidatos                                                              | 17.501               | 1,25  |

### Mato Grosso do Sul
Puccinelli resultó vencedor en la primera vuelta con el 61% de los votos, apoyado por una coalición de partidos denominada: Amor, Trabajo y Fe
| ← Elecciones a gobernador estatal, 2006 →                                      |                      |       |
| Partido                                                                        | Votos primera vuelta | %     |
| André Puccinelli (PMDB, PSC, PL, PPS, PFL, PAN, PRTB, PMN, PTC, PSDB, PT do B) | 726.806              | 61,34 |
| Delcídio Amaral (PT, PSB, PTB, PC do B, PP, PTN, PHS, PRP)                     | 450.747              | 38,04 |
| Otros candidatos                                                               | 7,416                | 0,63  |

### Minas Gerais
El actual gobernador Aécio Neves, apoyado por una gran coalición, era el gran favorito y los resultados lo confirmaron. Con su 77,03% de los votos ha sido el segundo candidato con más votos en porcentaje en la primera ronda de todos los estados.
| ← Elecciones a gobernador estatal, 2006 →                     |                      |       |
| Partido                                                       | Votos primera vuelta | %     |
| Aécio Neves (PSDB, PP, PTB, PSC, PL, PPS, PFL, PAN, PHS, PSB) | 7.482.809            | 77,03 |
| Nilmário Miranda (PT, PMDB, PRB, PC do B)                     | 2.140.373            | 22,03 |
| Otros candidatos                                              | 90.964               | 0,94  |

### Pará
La gran coalición que intentaba llevar a Almir Gabriel, y mantener de ese modo la hegemonía del PSDB, ha fracasado. Ana Júlia, ha dado la sorpresa y ha conseguido el puesto de gobernadora en la segunda vuelta, con el 54% de los votos, obteniendo casi un 20% más que en la primera vuelta.
| ← Elecciones a gobernador estatal, 2006 →                                                      |                      |       |                      |       |
| Partido                                                                                        | Votos primera vuelta | %     | Votos segunda vuelta | %     |
| Ana Júlia Carepa (PT, PRB, PTN, PSB, PC do B)                                                  | 1.173.079            | 37,52 | 1.516.599            | 54,72 |
| Almir Gabriel (PSDB, PP, PTB, PSC, PL, PFL, PAN, PRTB, PHS, PMN, PTC, PV, PRP, PRONA, PT do B) | 1.370.272            | 43,83 | 1.254.849            | 45,28 |
| José Benito Priante Júnior (PMDB)                                                              | 438.071              | 14,01 | -                    | -     |
| Edmilson Rodrigues (PSOL, PCB)                                                                 | 131.088              | 4,19  | -                    | -     |
| Otros candidatos                                                                               | 13.993               | 0,45  | -                    | -     |

### Paraíba
Tras una primera vuelta muy igualada, Cássio Lima, actual gobernador, se alzó con la victoria con el 51,35% de los votos. Maranhão incluso bajó de porcentaje de votos en la segunda vuelta, ya que no consiguió movilizar a los contrarios a Lima.
Como dato curioso, Cássio sacó el mismo porcentaje en la segunda vuelta que en 2002, y pese a haber ganado, en 2009 fue destituido debido a un crimen electoral.
| ← Elecciones a gobernador estatal, 2006 →                     |                      |       |                      |       |
| Partido                                                       | Votos primera vuelta | %     | Votos segunda vuelta | %     |
| Cássio Cunha Lima (PSDB, PP, PTB, PTN, PL, PFL, PTC, PT do B) | 943.922              | 49,67 | 1.003.102            | 51,35 |
| José Targino Maranhão (PMDB, PRB, PT, PSB, PC do B)           | 926.272              | 48,74 | 950.269              | 48,65 |
| Carlos David de Carvalho Lobão (PSOL, PSTU)                   | 22.949               | 1,21  | -                    | -     |
| Otros candidatos                                              | 7.343                | 0,39  | -                    | -     |

### Paraná
El actual gobernador desde 2003, Roberto Requião aspiraba a la reelección. Sin embargo, en la primera vuelta no pudo superar el 50% de los votos y tuvo que enfrentarse a Osmar Dias en una segunda vuelta. Este resultado se debe en gran medida a la ruptura de la coalición planeada entre el PMDB y el PSDB, al obligar el PSDB nacional a romper el acuerdo. En la segunda vuelta Requião consiguió una exigua victoria, por poco más de diez mil votos.
| ← Elecciones a gobernador estatal, 2006 →                     |                      |       |                      |       |
| Partido                                                       | Votos primera vuelta | %     | Votos segunda vuelta | %     |
| Roberto Requião (PMDB, PSC)                                   | 2.321.217            | 42,81 | 2.668.611            | 50,10 |
| Osmar Dias (PDT, PP, PTB, PSB, PTC, PTN, PMN, PRONA, PT do B) | 2.093.161            | 38,60 | 2.658.132            | 49,90 |
| Flávio Arns (PT, PL, PC do B, PRB, PHS, PAN)                  | 506.825              | 9,35  | -                    | -     |
| Rubens Bueno (PPS, PFL)                                       | 506.825              | 8,07  | -                    | -     |
| Otros candidatos                                              | 63.731               | 1,17  | -                    | -     |

### Pernambuco
Los votos se repartieron entre tres candidatos y por ello no hubo ninguno que superara el 50% de los votos y tuvo que celebrarse una segunda vuelta. Allí Mendonça, el actual gobernador, sufrió un varapalo considerable al ser derrotado por Eduardo Campos que obtuvo el 65% de los votos.
| ← Elecciones a gobernador estatal, 2006 →        |                      |       |                      |       |
| Partido                                          | Votos primera vuelta | %     | Votos segunda vuelta | %     |
| Eduardo Campos (PSB, PP, PDT, PSC, PL)           | 1.356.950            | 33,81 | 2.623.297            | 65,36 |
| Mendonça Filho (PFL, PMDB, PTN, PPS, PHS, PSDB)  | 1.578.001            | 39,32 | 1.390.273            | 34,64 |
| Humberto Costa (PT, PRB, PTB, PAN, PMN, PC do B) | 1.008.842            | 25,14 | -                    | -     |
| Otros candidatos                                 | 69.662               | 1,74  | -                    | -     |

### Piauí
El actual gobernador Wellington Dias ha sido reelegido con el 62% de los votos válidos, por delante de su rival Mão Santa.
| ← Elecciones a gobernador estatal, 2006 →                 |                      |       |
| Partido                                                   | Votos primera vuelta | %     |
| Wellington Dias (PT, PSB, PTB, PC do B, PL)               | 954.857              | 61,68 |
| Mão Santa (PMDB, PP, PSC, PCB, PAN, PTC)                  | 391.083              | 25,26 |
| Firmino da Silveira Soares Filho (PSDB, PPS, PV, PT do B) | 189.029              | 12,21 |
| Otros candidatos                                          | 13.152               | 0,86  |

### Río de Janeiro
En Río de Janeiro la dispersión del voto por el amplio número de candidatos hizo que Sérgio Cabral no pudiera ganar la gobernadoría en la primera vuelta. Cabral era el máximo favorito para hacerse con la victoria y así lo demostró en la segunda vuelta, ganando por más de treinta puntos a su rival, la diputada Denise Frossard.
| ← Elecciones a gobernador estatal, 2006 →                          |                      |       |                      |       |
| Partido                                                            | Votos primera vuelta | %     | Votos segunda vuelta | %     |
| Sérgio Cabral Filho (PMDB, PP, PTB, PSC, PL, PAN, PMN, PTC, PRONA) | 3.422.528            | 41,42 | 5.129.064            | 68,00 |
| Denise Frossard (PPS, PFL, PV)                                     | 1.965.003            | 23,78 | 2.413.546            | 32,00 |
| Marcelo Crivella (PRB, PTN, PRTB)                                  | 1.531.431            | 18,54 | -                    | -     |
| Vladimir Palmeira (PT, PSB, PC do B)                               | 633.601              | 7,67  | -                    | -     |
| Eduardo Paes (PSDB)                                                | 440.484              | 5,33  | -                    | -     |
| Otros candidatos                                                   | 269.264              | 3,26  | -                    | -     |

### Rio Grande do Norte
Salvo por un pequeño porcentaje, el voto se repartió entre solo dos candidatos. 6.559 votos han separado a Wilma Maria de Faria de evitar una segunda vuelta. No pudo evitarla y tuvo que enfrentarse a Garibaldi Alves Filho al que derrotó con un estrecho margen, obteniendo el 52,38% de los votos válidos.
| ← Elecciones a gobernador estatal, 2006 →                                |                      |       |                      |       |
| Partido                                                                  | Votos primera vuelta | %     | Votos segunda vuelta | %     |
| Wilma Maria de Faria (PSB, PTB, PT, PL, PPS, PHS, PMN, PC do B, PT do B) | 764.016              | 49,57 | 824.101              | 52,38 |
| Garibaldi Alves Filho (PMDB, PFL, PP, PTN)                               | 749.003              | 48,60 | 749.172              | 47,62 |
| Otros candidatos                                                         | 28.131               | 1,82  | -                    | -     |

### Rio Grande do Sul
El actual gobernador, Rigotto, que estuvo cerca de ser candidato a la presidencia, sufrió un bajón considerable y sorprendente. Las encuestas le daban como vencedor y sin embargo, se quedó fuera incluso de la segunda vuelta al sacarle Dutra 0,27%. La sorpresa fue la victoria en primera instancia de Crusius, diputada federal, a la que las encuestas dejaban fuera de los dos primeros puestos. La sorpresa ya fue menor cuando Crusius obtuvo la victoria definitiva con el 54% de los votos en la segunda vuelta.
| ← Elecciones a gobernador estatal, 2006 →                                   |                      |       |                      |       |
| Partido                                                                     | Votos primera vuelta | %     | Votos segunda vuelta | %     |
| Yeda Crusius (PSDB, PFL, PPS, PHS, PTC, PL, PSC, PAN, PRLB, PRONA, PT do B) | 2.037.923            | 32,90 | 3.377.973            | 53,94 |
| Olívio Dutra (PT, PC do B)                                                  | 1.696.243            | 27,39 | 2.884.092            | 46,06 |
| Germano Rigotto (PMDB, PTB, PMN)                                            | 1.679.902            | 27,12 | -                    | -     |
| Francisco Turra (PPS)                                                       | 412.767              | 6,66  | -                    | -     |
| Alceu de Deus Collares (PDT)                                                | 229.639              | 3,71  | -                    | -     |
| Otros candidatos                                                            | 137.122              | 2,21  | -                    | -     |

### Rondônia
El actual gobernador, Ivo Cassol, consiguió la victoria pese a los escándalos de corrupción surgidos en la asamble legislativa de Rondônia.
| ← Elecciones a gobernador estatal, 2006 →                |                      |       |
| Partido                                                  | Votos primera vuelta | %     |
| Ivo Cassol (PPS, PTN, PFL, PAN, PV, PRONA)               | 387.208              | 54,14 |
| Fátima Cleide (PT, PSC, PRTB, PC do B)                   | 185.272              | 25,90 |
| Carlinhos Camurça (PSB, PDT, PTB, PL, PSB)               | 89.426               | 12,50 |
| Amir Lando (PMDB, PP, PHS, PMN, PTC, PRP, PSDB, PT do B) | 44.155               | 6,17  |
| Otros candidatos                                         | 9.169                | 1,29  |

### Roraima
El militar Ottomar Pinto venció en la primera vuelta con el 62% de los votos, derrotando por más de treinta puntos a Romero Jucá.
| ← Elecciones a gobernador estatal, 2006 →                         |                      |       |
| Partido                                                           | Votos primera vuelta | %     |
| Ottomar Pinto (PSDB, PP, PTB, PL, PFL)                            | 116.542              | 62,40 |
| Romero Jucá (PMDB, PPS, PSB, PMN, PRB, PT, PC do B, PSC, PTC, PV) | 57.232               | 30,64 |
| Augusto Botelho (PDT, PTN)                                        | 5.502                | 2,95  |
| Petrônio Pereira de Araújo (PHS)                                  | 4.260                | 2,28  |
| Otros candidatos                                                  | 3.260                | 1,74  |

### São Paulo
Geraldo Alckmin era el gobernador de este estado, pero al presentarse a las elecciones presidenciales, su partido eligió a Serra como candidato a gobernador. Serra es uno de los principales opositores a Lula y durante mucho tiempo fue el candidato natural de su partido para las elecciones presidenciales.
| ← Elecciones a gobernador estatal, 2006 →         |                      |       |
| Partido                                           | Votos primera vuelta | %     |
| José Serra (PSDB, PFL, PTB, PPS)                  | 12.381.038           | 57,93 |
| Aloizio Mercadante (PT, PRB, PL, PC do B)         | 6.771.582            | 31,68 |
| Orestes Quércia (PMDB, PP)                        | 977.695              | 4,57  |
| Plínio Soares de Arruda Sampaio (PSOL, PCB, PSTU) | 532.470              | 2,49  |
| Carlos Alberto Eugenio Apolinário (PDT)           | 430.847              | 2,02  |
| Otros candidatos                                  | 279.508              | 1,31  |

### Santa Catarina
El actual gobernador, Henrique da Silveira, era el máximo favorito para esta votación. Pero no consiguió más del 50% de los votos por lo que tuvo que enfrentarse en una segunda vuelta a Esperidião Amin Helou. En ella, sa Silveira obtuvo la victoria y el puesto de gobernador con el 52,71% de los votos válidos.
| ← Elecciones a gobernador estatal, 2006 →                               |                      |       |                      |       |
| Partido                                                                 | Votos primera vuelta | %     | Votos segunda vuelta | %     |
| Luiz Henrique da Silveira (PMDB, PAN, PFL, PHS, PPS, PRTB, PSDB, PTdoB) | 1.601.181            | 48,90 | 1.685.184            | 52,71 |
| Esperidião Amin Helou Filho (PP, PMN, PRONA, PV)                        | 1.073.053            | 32,77 | 1.511.916            | 47,29 |
| José Fritsch (PT, PRB, PL, PC do B)                                     | 468.302              | 14,30 | -                    | -     |
| Antônio Carlos Sontag (PSB, PTB)                                        | 79.893               | 2,44  | -                    | -     |
| Otros candidatos                                                        | 52.110               | 1,59  | -                    | -     |

### Sergipe
El actual gobernador, Alves, fue derrotado por Déda, que obtuvo un 52% de los votos. Así, Déda será el próximo gobernador del estado más pequeño de Brasil.
| ← Elecciones a gobernador estatal, 2006 →                              |                      |       |
| Partido                                                                | Votos primera vuelta | %     |
| Marcelo Déda (PT, PTB, PMDB, PL, PSB, PC do B)                         | 524.826              | 52,46 |
| João Alves Filho (PFL, PP, PTN, PSC, PPS, PAN, PHS, PV, PSDB, PT do B) | 450.405              | 45,02 |
| João Fontes (PDT)                                                      | 21.183               | 2,12  |
| Otros candidatos                                                       | 3.995                | 0,40  |

### Tocantins
El actual gobernador, Marcelo Miranda, ha conseguido la victoria en la primera vuelta con el 52% de los votos, quedando por encima de Siqueira Campos.
| ← Elecciones a gobernador estatal, 2006 →                        |                      |       |
| Partido                                                          | Votos primera vuelta | %     |
| Marcelo Miranda (PMDB, PPS, PFL)                                 | 340.824              | 52,46 |
| Siqueira Campos (PSDB, PP, PTB, PSC, PL, PSB, PV, PSDB, PT do B) | 310.068              | 46,84 |
| Leomar de Melo Quintanilha (PC do B, PT)                         | 9.206                | 1,39  |
| Otros candidatos                                                 | 1.849                | 0,28  |

## Resultados a las Asambleas Legislativas estatales
A continuación se expone una tabla con los resultados en cada estado. Entre paréntesis, los resultados de 2002.
| Estado              | PMDB   | PSDB   | PT     | PFL    | PDT  | PSB  | PP    | PTB  | PPS  | PL   | PV   | PMN   | PSC  | PTdoB | PCdoB | PSL  | PRTB | PAN  | PRP  | PHS  | PRONA | PTN  | PSDC | PTC  | PSoL | PRB  | PCB  |
| ------------------- | ------ | ------ | ------ | ------ | ---- | ---- | ----- | ---- | ---- | ---- | ---- | ----- | ---- | ----- | ----- | ---- | ---- | ---- | ---- | ---- | ----- | ---- | ---- | ---- | ---- | ---- | ---- |
| Acre                | 2(2)   | 2(2)   | 7(5)   | .(1)   | 1(1) | 2(1) | 1(2)  |      | 3(1) | .(2) |      | 2(2)  | .(1) | 1(.)  | 2(2)  |      |      |      |      |      |       | 1(.) | .(2) |      |      |      |      |
| Alagoas             | 1(.)   | 2(2)   | 2(1)   | 1(1)   | 1(1) | 2(4) |       | 2(7) | 1(2) | .(3) |      | 12(1) |      | 2(2)  |       | .(1) |      |      | .(1) |      | 1(1)  |      |      |      |      |      |      |
| Amapá               | 3(4)   | 2(1)   | 1(2)   | 1(1)   | 3(3) | 2(4) |       | 1(1) |      | 1(2) | 2(1) | 1(.)  | 1(.) | 3(2)  | .(1)  | 1(.) |      |      |      |      |       |      |      |      |      |      | 1(.) |
| Amazonas            | 4(3)   | 1(1)   | 1(1)   | 2(5)   | .(1) | 1(.) | 3(.)  | 1(2) | 1(1) | 1(5) | 1(.) | 2(.)  | 1(.) |       | 1(1)  |      |      | 2(.) |      | 1(.) | 1(.)  |      | .(2) |      |      |      |      |
| Bahia               | 6(3)   | 3(3)   | 10(10) | 16(16) | 3(2) | 1(2) | 5(7)  | .(4) | .(1) | 5(4) |      | 1(.)  | 2(1) | 1(.)  | 3(3)  | 1(.) | 2(.) |      | 3(1) |      |       | 1(.) |      |      |      |      |      |
| Ceará               | 7(5)   | 15(17) | 3(5)   | 1(1)   | 2(1) | 8(2) | .(2)  |      | .(4) | .(3) | 2(.) |       |      |       | 1(1)  | 2(1) |      | 1(.) |      | 2(2) |       |      | 2(.) |      |      |      |      |
| Distrito Federal    | 3(5)   | 2(1)   | 4(5)   | 4(2)   | 1(.) | 1(1) | 1(2)  | 2(1) | 1(1) | 1(2) |      | 1(.)  |      |       | .(1)  | 1(.) |      |      | 1(.) |      | 1(.)  |      |      |      |      |      |      |
| Espírito Santo      | 3(2)   | 1(2)   | 2(4)   | 3(4)   | 4(2) | 4(2) | 1(4)  | 4(3) | .(2) | 2(2) |      | 1(1)  | 1(1) | 1(.)  |       |      |      | 2(.) | 1(.) |      |       |      |      | .(1) |      |      |      |
| Goiás               | 10(9)  | 9(12)  | 3(4)   | 2(3)   | 2(1) | 1(1) | 3(4)  | 4(.) | .(1) | 4(1) |      |       | 1(.) | 2(.)  | .(1)  |      |      |      | .(1) |      |       |      | .(1) |      |      |      |      |
| Maranhão            | 4(3)   | 9(3)   | 2(2)   | 6(14)  | 6(5) | 5(1) | 2(1)  | .(2) | 1(1) | .(1) | 2(.) |       | 1(1) | 1(.)  |       | 1(.) | 1(1) |      |      |      |       |      |      | 1(.) |      |      |      |
| Mato Grosso         | 4(3)   | 2(7)   | 2(2)   | 5(3)   | 1(.) | .(2) | 4(1)  | 1(1) | 5(2) | .(2) |      | .(2)  |      |       |       |      |      |      |      |      |       |      |      |      |      |      |      |
| Mato Grosso do Sul  | 7(2)   | 2(4)   | 4(3)   | 1(1)   | 3(3) | 1(.) |       | 1(2) | .(1) | 3(3) |      | .(1)  |      | 1(.)  |       | .(2) | 1(.) |      |      |      |       |      |      |      |      |      |      |
| Minas Gerais        | 9(9)   | 16(11) | 9(15)  | 7(5)   | 5(5) | 1(3) | 4(6)  | 3(6) | 4(2) | 1(7) | 7(.) | 2(.)  | 3(.) |       | 1(1)  |      | 1(2) |      |      | 1(.) |       |      |      | 3(.) |      |      |      |
| Pará                | 6(8)   | 9(7)   | 6(5)   | 4(.)   | 2(2) | 1(2) | 1(2)  | 4(4) | 2(1) | 2(5) | 2(.) |       | 1(.) |       | .(1)  |      |      |      |      |      |       |      |      |      |      | 1(.) |      |
| Paraíba             | 10(9)  | 9(10)  | 2(4)   | 6(4)   | 2(1) | 3(2) | 1(2)  | 1(2) | 2(1) | .(1) |      |       |      |       |       |      |      |      |      |      |       |      |      |      |      |      |      |
| Paraná              | 17(8)  | 7(5)   | 6(9)   | 6(7)   | 3(6) | 2(3) | 4(4)  | 2(3) | 3(3) | 1(2) | 1(.) | 1(.)  | .(1) |       |       | .(2) |      |      | .(1) |      |       |      |      |      |      | 1(.) |      |
| Pernambuco          | 3(7)   | 6(6)   | 5(5)   | 8(7)   | 2(3) | 7(5) | 1(3)  | 6(1) | .(1) | 1(2) | 1(1) | 2(.)  | 2(2) | 2(.)  | 1(1)  | .(1) |      | 1(.) |      |      |       |      | 1(1) |      |      |      |      |
| Piauí               | 8(6)   | 3(4)   | 5(3)   | 4(9)   | 3(2) | 2(.) | .(4)  | 2(1) | 1(.) | 1(1) |      |       |      |       | 1(.)  |      |      |      |      |      |       |      |      |      |      |      |      |
| Río de Janeiro      | 18(22) | 6(4)   | 6(7)   | 6(3)   | 5(4) | 3(1) | 2(2)  | 1(1) | 2(4) | 2(2) | 1(1) | 2(2)  | 5(6) | 1(2)  | 1(1)  | 1(1) |      | 2(2) |      | 2(.) | 1(1)  |      | 1(1) | 1(2) | 1(.) | 1(.) |      |
| Rio Grande do Norte | 4(4)   | 1(.)   | 1(2)   | 3(4)   | 2(1) | 4(2) | .(8)  | .(1) | 1(1) | .(1) | 2(.) | 5(.)  |      |       |       |      |      |      |      | 1(.) |       |      |      |      |      |      |      |
| Rio Grande do Sul   | 10(9)  | 4(3)   | 10(13) | 3(3)   | 7(7) | 2(.) | 9(10) | 5(6) | 4(3) |      |      |       |      |       | 1(1)  |      |      |      |      |      |       |      |      |      |      |      |      |
| Rondonia            | 4(3)   | 1(3)   | 3(4)   | .(2)   | .(3) | 2(1) | 1(2)  | 3(2) | 2(1) | .(2) | 2(.) |       |      |       |       | 1(1) |      |      | 1(.) |      |       | 2(2) | 2(.) |      |      |      |      |
| Roraimá             | 2(1)   | 4(3)   | .(1)   | 3(2)   | 1(1) | .(1) | .(1)  | .(2) | 2(1) | 3(.) | 1(.) |       | 1(.) |       |       | .(3) | 2(.) | .(1) | 2(1) |      | 1(.)  | 2(2) |      |      |      |      |      |
| Santa Catarina      | 11(7)  | 6(3)   | 6(9)   | 6(8)   | 2(.) |      | 6(10) | 1(2) | 3(.) | 1(1) |      |       |      |       |       |      |      |      |      |      |       |      |      |      |      |      |      |
| São Paulo           | 4(3)   | 23(18) | 20(22) | 12(6)  | 5(4) | 4(5) | 2(7)  | 4(5) | 5(5) | 2(2) | 8(5) |       | 2(.) |       | .(2)  |      |      |      | .(1) |      | 1(4)  | .(1) |      |      | 2(.) |      |      |
| Sergipe             | 1(3)   | 2(2)   | 4(1)   | 4(3)   | .(3) | 1(1) | 1(1)  | 1(.) | .(3) | 1(2) | 1(.) | .(3)  | 6(2) | 2(.)  |       |      |      |      |      |      |       |      |      |      |      |      |      |
| Tocantins           | 6(4)   | 2(4)   | 2(1)   | 4(7)   | 1(.) |      | 2(4)  | 1(2) | 1(1) | 3(1) | 1(.) |       | 1(.) |       |       |      |      |      |      |      |       |      |      |      |      |      |      |